# شو چوچو
شو چوچو (چینی: 周楚楚؛ انگلیسی: Zhou Chuchu؛ زادهٔ ۱۵ نوامبر ۱۹۸۶) بازیگر و خواننده اهل چین است.
از فیلم‌ها یا مجموعه‌های تلویزیونی که وی در آن‌ها نقش داشته است، می‌توان به ایپ من: مبارزه نهایی اشاره نمود.